# 毛穗藜芦
毛穗藜芦（学名：Veratrum maackii）为黑藥花科藜芦属下的一个种。